# Super Mario 3D World
Super Mario 3D World este un joc de tip platformer dezvoltat și publicat de Nintendo pentru Wii U în noiembrie 2013. Este al șaselea joc de platformă 3D original din seria Super Mario și continuarea Super Mario 3D Land (2011) pentru Nintendo 3DS. Jocul îl urmărește pe Mario și prietenii săi care încearcă să salveze creaturi asemănătoare zânelor numite Sprixies de Bowser, care invadează tărâmul cunoscut sub numele de Sprixie Kingdom. Modul de joc este similar cu versiunile anterioare ale seriei, jucătorii trecând prin niveluri individuale pentru a ajunge la Bowser. Jocul are un selector de caractere, precum și introducerea unei puteri speciale numită Super Bell, care transformă jucătorul într-o pisică, permițându-le să urce pe pereți și să folosească un atac de zgârieturi. Un port îmbunătățit cu conținut suplimentar, Super Mario 3D World + Bowser's Fury, a fost lansat pentru Nintendo Switch pe 12 februarie 2021.
Super Mario 3D World a fost apreciat pentru designul de nivel, prezentarea, valoarea rejucării și coloana sonoră. Jocul a fost un succes financiar, versiunea Wii U vândând peste 5,8 milioane de unități în întreaga lume până în septembrie 2020 și devenind al doilea cel mai bine vândut joc pentru această consolă. În martie 2021, versiunea Switch a vândut peste 5,5 milioane de unități în întreaga lume. Între ambele versiuni, un total de 11,45 milioane de unități au fost vândute în întreaga lume.
Nivelurile jocului joacă în mod similar cu cele din Super Mario 3D Land, care combină jocul cu deplasare liberă al jocurilor 3D ale francizei Super Mario cu mecanica derulatoarelor laterale 2D, inclusiv un cronometru și un stâlp de nivel.  Până la patru jucători concurenți pot controla personajele jucătorilor, adică Mario, Luigi, Princess Peach, Toad și Rosalina, care poate fi deblocată. Similar cu aparițiile lor în Super Mario Bros. 2,  fiecare dintre personaje posedă abilități unice: Mario are o viteză de alergare și înălțimea săriturilor echilibrată ; Luigi sare mai sus și cade mai lent, dar are o tracțiune puțin mai mică; Princess Peach poate sări și plutește scurt prin aer, dar aleargă încet; Toad aleargă cel mai rapid, dar nu poate sări la fel de sus și cade mai repede; Rosalina poate folosi mișcarea de atac de spin, așa cum se vede în jocurile Super Mario Galaxy⁠(d), dar are cea mai mică viteză de alergare.  Jucătorul poate selecta oricare dintre cele cinci personaje  înainte de a începe un nivel și până la patru jucători pot explora același nivel simultan, împărtășind dintr-un grup de vieți . Jucătorii sunt, de asemenea, capabili să se ridice, să se poarte și să se arunce reciproc. 
Accesarea, secretele și posibilitățile online ale nivelurilor
Nivelurile sunt accesate printr-o hartă a lumii, în care jucătorii pot găsi zone ascunse pentru a câștiga mai multe obiecte sau monede. Fiecare nivel conține trei stele verzi de colecționat, care sunt necesare pentru a accesa anumite niveluri, iar fiecare nivel principal conține o ștampilă ascunsă care pot fi utilizate în postările scrise de mână din acum dispăruta comunitate online Miiverse. Jucătorii pot vizualiza, de asemenea, mesajele lăsate de alți jucători, atât pe harta lumii, cât și după ce au terminat un nivel, și pot descărca „Mii Ghosts”, care sunt înregistrări live ale altor jucători care au terminat nivelurile. Fantomele pot fi luptate și pot deține premii cadou, cum ar fi monede sau vieți suplimentare.  Stele verzi suplimentare pot fi câștigate la nivelurile Captain Toad, Mystery House și Blockade.  
Puteri speciale
Împreună cu puterile speciale care se întorc din jocurile anterioare, cum ar fi Floarea de Foc (Fire Flower), Super Frunza (Super Leaf), Mega Ciuperca (Mega Mushroom), Cutia cu elice (Propeller Box) și Floarea Boomerang (Boomerang Flower), sunt introduse mai multe puteri speciale noi. Super Clopotul (Super Bell) oferă jucătorilor un costum de pisică, permițându-le să alerge mai repede, să efectueze atacuri unice și se cațere pe ziduri pentru a ajunge în zone noi. O variantă a Super Bell, Lucky Bell, permite jucătorului să-și transforme temporar personajul într-o statuie de pisică norocoasă care acordă monede în anumite condiții.  Cireșele Duble (Double Cherry) fac o clonă a jucătorului, permițând atacuri mai eficiente și șanse mai mari de supraviețuire; cu cât un jucător folosește mai multe Cireșe Duble, cu atât apar mai multe clone. Jucătorii pot purta cutii cu tun care trag asupra inamicilor, blocuri care emană lumină care pot învinge fantomele și Măști Goomba care le permit să se amestece cu inamicii numiți Goomba. Jucătorii pot ridica diverse obiecte, cum ar fi bombe, mingi de baseball și Plante Piranha (care pot fi folosite pentru a învinge dușmanii sau a rezolva puzzle-uri) și pot controla un pantof de patinaj sau să călărească un dinozaur acvatic numit Plessie. 
Wii U Gamepad
Wii U GamePad⁠(d) permite jucătorilor să frece ecranul tactil, să sufle în microfon pentru a dezvălui blocuri sau obiecte ascunse, să împiedice dușmanii, să activeze mecanisme și să folosească Off-TV Play .  Jocul este compatibil cu Wii Remote, Nunchuk, Classic Controller și Wii U Pro Controller .  O versiune deblocabilă a temei Luigi a lui Mario Bros., Luigi Bros., este accesată prin completarea jocului sau prin salvarea datelor din jocul New Super Luigi U. 

## Poveste
Mario, Luigi, Peach și Toad urmăresc un spectacol de artificii până când găsesc o țeavă de sticlă înclinată. După ce Mario și Luigi o repară, apare o prințesă verde de tip zână Sprixie și le spune că Bowser a răpit și a prins restul prințeselor Sprixie în borcane. El ajunge și o capturează înainte de a scăpa prin țeavă, iar apoi eroii intră în ea și îl urmăresc. Se regăsesc într-un tărâm cunoscut sub numele de „Regatul Sprixie” și au pornit să le găsească pe Sprixies. După ce eroii le salvează pe toate, Bowser le recucerește pe toate  șapte și se îndreaptă spre cetatea parcului său de distracții. Ulterior, Bowser folosește Super Bell pentru a se transforma într-o formă de pisică numită Meowser. Grupul continuă să urce pe cel mai înalt turn și să-l învingă pe Meowser. Eroii își iau rămas bun de la Sprixies și călătoresc acasă prin conducta înapoi în Regatul Ciupercilor, casa lor.

## Dezvoltare
Dezvoltarea pentru Super Mario 3D World a început la scurt timp după lansarea Super Mario 3D Land, cu Nintendo EAD Tokyo⁠(d) în fruntea proiectului; 1-Up Studio  a oferit asistență pentru dezvoltare.   Un personal format din 100 de persoane, inclusiv producătorul Yoshiaki Koizumi⁠(d), au scris idei pentru mecanica jocului pe note lipicioase, care au fost colectate pe pereții studioului. Când echipei îi plăcea o idee,  o implementau în joc pentru a o testa. Co-directorul Kenta Motokura a declarat: „Am discutat și am aruncat un număr mare de idei în timpul dezvoltării - uneori pur și simplu nu îți dai seama dacă o idee este bună sau rea, uitându-te la ea pe planșă; când se întâmplă acest lucru, o încercăm în joc. Dacă ideea nu ne pare distractivă, nu o vom transforma în produsul final. "  Co-regizorul Koichi Hayashida a declarat că Super Mario 3D World a fost destinat să fie un joc Wii U de care fanii seriei New Super Mario Bros. s-ar putea bucura, precum și o continuare a Super Mario 3D Land . 
Ideile pentru costumele feline ale jocului au apărut la începutul dezvoltării, pentru a implementa un mecanism de atac, a introduce capacitatea de a urca pe pereți și a ajuta jucătorii începători să elimine obstacolele. Inspirația pentru Double Cherry, care clonează un personaj de jucător, a venit târziu în dezvoltare când un designer de nivel a inserat în mod eronat o copie suplimentară a modelului de personaje al lui Mario într-un nivel. Echipa a fost ușurată când a văzut că jocul nu s-a prăbușit cu două personaje identice prezente și s-a amuzat că ambele pot fi controlate simultan. Dezvoltatorii „s-au amestecat” pentru a include această caracteristică în jocul final. 
În ceea ce privește puterile speciale, Motokura a spus că procesul de includere a lor a implicat echilibrarea experienței unui jucător începător când vine vorba de dificultate și „ceea ce este distractiv în joc”. El a adăugat că echipa a dorit să introducă modalități noi de a utiliza puteri speciale clasice, cum ar fi utilizarea Fire Flower (Floare de Foc) în Clear Pipes (Tuburi Transparente). 

Decizia de a include o hartă a lumii a fost „un element foarte important” și a oferit echipei mai multă „libertate” de a localiza niveluri de dificultate mai mare.
Potrivit lui Hayashida, Peach nu ar fi trebuit inițial să fie un personaj jucabil până când Yoshiaki Koizumi nu a sugerat să fie adăugată. Vorbind cu Polygon, Koizumi a spus: „Cred că adaugă mult la simțul competiției atunci când intri în multiplayer. Puteți avea diferite persoane care aleg diferite personaje în funcție de personalitatea lor sau de oricine le place. "  În mod similar, Rosalina a fost adăugată ulterior ca personaj jucabil. Kenta Motokura a spus: „Mă gândeam la ce va fi plăcut după final și am vrut să aduc un alt personaj feminin în plus față de prințesa Peach. Rosalina este adorată de fanii Super Mario Galaxy⁠(d) și a apărut recent în Mario Kart, așa că cred că este bine cunoscută. "  Yoshi a fost, de asemenea, planificat la un moment dat, dar a fost abandonat datorită faptului că multe dintre mișcările sale au fost similare cu alte funcții ale personajelor și obiectelor, cum ar fi plutirea lui Peach, atacul plantei Piranha și abilitățile de călărie ale lui Plessie (care pot permite trei personaje suplimentare) . 
Potrivit lui Koizumi, jocul a fost de asemenea planificat să aibă o caracteristică 3D stereoscopică similară cu Super Mario 3D Land, dar a fost renunțat din cauza preocupărilor multiplayer privind utilizarea ochelarilor 3D .  În ceea ce privește „3D” din titlul jocului, producătorul general și creatorul de serie Shigeru Miyamoto  a declarat că „echipa a avut dorința puternică de la bun început să o numească 3D World ”. 

## Muzica
Coloana sonoră a jocului a fost compusă de Mahito Yokota⁠(d) (de asemenea regizorul de sunet), Toru Minegishi⁠(d), Koji Kondo și Yasuaki Iwata și interpretată de Mario 3D World Big Band, pe care au format-o după ce au fost inspirați de muzica jazz.  "Există, în mod natural, o mulțime de piese interpretate live", a declarat Yokota. „Aranjăm muzica cu o atmosferă de trupă mare, profitând de o secțiune completă de corn cu trompete și saxofoane.”  Pe lângă noile compoziții ale jocului, acesta prezintă noi aranjamente muzicale din jocuri precum Super Mario Bros. 2 . 
În dezvoltarea muzicii, Yokota a menționat că a lucrat la piese „distractive, energice” pentru a se potrivi cu tema pisicii jocului, cu câteva chiar folosind melodii de chitară electrică și trombon imitând sunetele „miau” ale unei pisici.  După ce a lucrat la jocurile Super Mario Galaxy, unul dintre obiectivele lui Yokota pentru coloana sonoră este de a schimba direcția muzicală de la jocuri, deoarece majoritatea 3D World are loc pe teren. "Jocul se desfășoară în principal pe terra fermă, deci nu există senzația maiestuoasă sau plutitoare a seriei Mario Galaxy ; în schimb, muzica are o atmosferă mai ritmică, ceva ce veți dori să dansați", a spus el. Când a întrebat despre coloanele sonore orchestrate live ale jocului, făcute anterior în jocurile Super Mario Galaxy, un reporter Destructoid a fost rugat să „aștepte, pentru că mai multe informații despre asta vor apărea în curând”. 
A fost lansată o coloană sonoră pentru membrii Club Nintendo din Japonia, Australia și Europa, cu 77 de piese pe două CD-uri.  

## Lansare

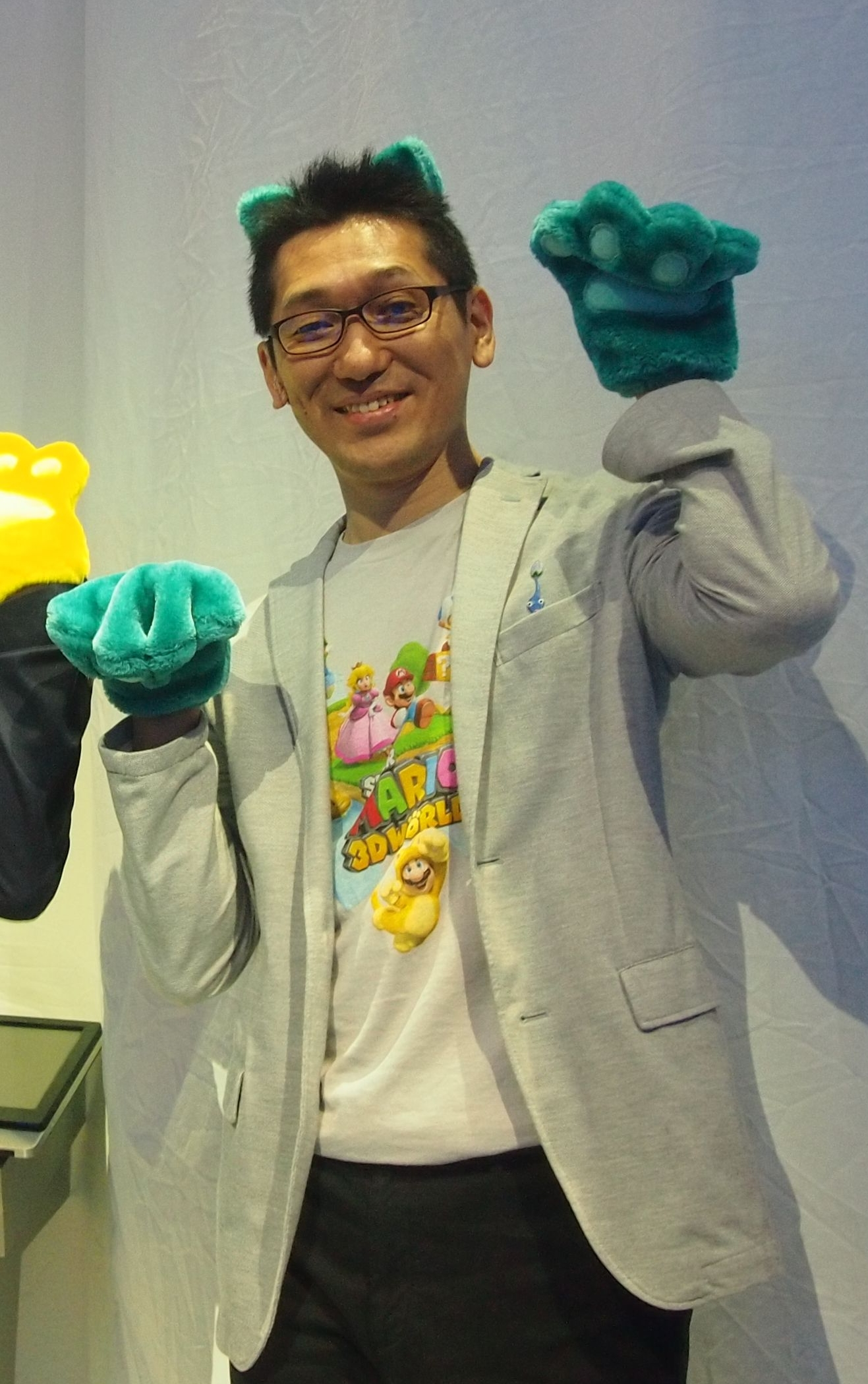
Regizorul Koichi Hayashida promovează jocul la E3 2013

Într-o prezentare Nintendo Direct⁠(d) din ianuarie 2013, Nintendo a tachinat că un nou joc 3D Mario era produs de echipa care dezvoltase Super Mario Galaxy .   Titlul a fost anunțat în timpul E3 2013, pe 11 iunie 2013, împreună cu o dată de lansare provizorie: noiembrie 2013.  A fost lansat în Japonia la 21 noiembrie 2013,  în America de Nord la 22 noiembrie 2013,  în Europa la 29 noiembrie 2013  și în Australia la 30 noiembrie 2013. 

### Super Mario 3D World + Bowser's Fury
Un port îmbunătățit pentru Nintendo Switch, Super Mario 3D World + Bowser's Fury   fost anunțat pe 3 septembrie 2020 ca parte a celei de-a 35-ea aniversare a seriei Super Mario și lansat la nivel mondial pe 12 februarie 2021 alături de figurinele Amiibo⁠(d) Cat Mario și Cat Peach.  Portul adaugă o opțiune multiplayer online, funcționalitatea Amiibo pentru a genera power-up-uri, o funcție Instantaneu pentru a face capturi de ecran în joc, precum și modul cooperativ pentru până la patru jucători în nivelurile Captain Toad. Alte diferențe includ viteza de bază crescută a personajelor și ștampilele deblocate pe tot parcursul jocului, destinate inițial serviciului Miiverse⁠(d) întrerupt, pot fi folosite acum pentru a decora mediul în modul Instantaneu.    
Noua Bowser's Fury îl urmează pe Mario în timp ce se aventurează într-un loc cunoscut sub numele de Lake Lapcat (Lacul Lapcat) și face echipă cu Bowser Jr. pentru a-l opri pe Bowser, care a fost transformat de o substanță misterioasă în Fury Bowser. Spre deosebire de campania principală, Bowser's Fury are loc într-o zonă mare de roaming liber, asemănătoare jocurilor din lumea deschisă Super Mario . Mario trebuie să exploreze insulele pentru a recupera Cat Shines. Bowser Jr., care poate fi controlat de un al doilea jucător, îl poate ajuta pe Mario folosindu-și pensula pentru a ataca dușmanii și a dezvălui secrete. Ocazional, Fury Bowser se trezește și începe să atace, transformând insula în anumite locuri. Colectând Cat Shines, Mario obține acces la Giga Bell, o versiune mare a Super Bell, care îl transformă pe Mario în Giga Cat Mario, astfel încât să poată lupta cu Fury Bowser.    

## Percepție
Super Mario 3D World a primit „aclamare universală” de la critici, potrivit agregatorului de recenzii Metacritic .  A câștigat numeroase premii, inclusiv Jocul Anului de la Eurogamer, Digital Spy și MSN UK.
Famitsu⁠(d) a dat jocului un scor de 38/40. Jose Otero, de la IGN, acordat jocului un scor 9,6 / 10, lăudând „energia tinerească” a designului vizual, „riscurile interesante” asumate odată cu designurile de nivel, „provocarea înnebunitoare” oferită de lumile ulterioare și faptul că jocul este „cu adevărat amuzant și memorabil”. Singura plângere a lui Otero a fost că „camera devine un ușor obstacol în multiplayer cu patru jucători”.  GameTrailers a acordat jocului un scor de 9,5/10 lăudând jocul și prezentarea, criticând în același timp problemele aparatului foto și unele opțiuni de control ciudat.  Henry Gilbert de la GamesRadar⁠(d) a dat jocului un scor de 4,5/5, lăudând multiplayer-ul îmbunătățit și câteva momente atât de strălucitoare încât pot face ca alte niveluri să pară plictisitoare prin comparație. Luke Plunkett de la Kotaku l-a numit „un joc video grozav ... doar că nu este un joc foarte bun pentru Wii U”, lăudând jocul în sine, dar lamentându-se că nu face prea mult pentru a arăta capacitățile consolei Wii U.  Patrick Klepek, de la Giant Bomb, a declarat că „ Lumea continuă să susțină că este posibil să reinventăm un clasic iar și iar”. 
Heidi Kemps, de la Anime News Network, a acordat jocului o notă A, numindu-l „distractiv, imaginativ și plin de mici surprize și delicii”.  Edge a evaluat jocul cu 9/10, numindu-l „cel mai bun joc de până acum al consolei Wii U” și „cel mai bun joc pe care 2013 l-a produs până acum”.  Chris Carter, de la Destructoid, acordat jocului un scor 10/10, lăudând puterile, cum ar fi costumul pentru pisici, care „deschide drumuri noi în nivele, care nu erau acolo înainte”, și Double Cherry, cu care „Nintendo chiar s-au întrecut în ceea ce privește mecanica tehnică ". Richard Mitchell de la Joystiq⁠(d) a dat jocului 5/5 stele, lăudând «uluitoarea» măiestria vizuală și «coloana sonoră excelentă». Mike Splechta din GameZone a declarat: „Cu mai multe personaje de jucat și un al cincilea deblocabil, o componentă multiplayer fantastică și discretă și suficiente power-up-uri noi pentru a face ca și capul lui Mario să se învârtă, ești obligat să petreceți mult timp cu unul dintre cele mai bune platformere 3D lansate până acum. " 
Jenni Lada, de la Cheat Code Central, a dat jocului 5/5, numindu-l „cel mai aproape de care vom ajunge vreodată la un joc Mario perfect, care este punctul culminant al oricărei decizii corecte luate vreodată în serie”.  Raportul Nintendo World a declarat că este un joc Mario pe care cineva ar dori să-l continue să joace odată ce jocul este finalizat și poate fi aplicația ucigașă a Wii U, spunând: „Din fericire, 3D World nu este doar un rafinament al formulei Mario, ci este o puternică reimaginare. Este o cavalcadă explozivă de culoare și emoție, precum și o evoluție bine gândită a lui Mario . "  Bob Chipman de la The Escapist⁠(d) a dat jocului patru stele din cinci, dar a criticat-o ușor, spunând „Cumpărați-l dacă vă place acel mic instalator și bucurați-vă de noile jucării, dar nu vă așteptați să vă sufle mintea”. 

### Vânzări
În Japonia, vânzările din prima săptămână în trei zile la vânzare cu amănuntul, care nu includ vânzările de descărcare Nintendo eShop⁠(d), au totalizat 99.588 de exemplare vândute  și 57% din livrarea inițială.  Vânzările au fost considerate scăzute la început, dar au menținut vânzări puternice în următoarele săptămâni. Până la 5 ianuarie 2014, vânzările totalizau aproximativ 400.000 de unități în Japonia și se aflau încă pe topurile top 10 săptămânale.  În Marea Britanie, jocul a debutat la numărul 14, în spatele lui Knack, care a debutat la numărul 13.  În Statele Unite, a vândut 215.000 de unități în primele sale opt zile, conform grupului NPD, debutând din Top 10.  La data de 30 septembrie 2020 , versiunea Wii U vânduse 5,86 milioane de unități în întreaga lume, făcându-l al doilea joc cel mai bine vândut pentru consolă . 
Super Mario 3D World + Bowser's Fury a lansat de aproape trei ori vânzările fizice ale originalului în Marea Britanie și a devenit cea mai rapidă vânzare din 2021 în regiune.  În Japonia, a fost cel mai bine vândut joc de vânzare cu amănuntul în prima sa săptămână de lansare, cu 250.018 exemplare vândute.  În SUA, a fost cel mai bine vândut joc din februarie 2021.  La data de 31 martie 2021 , versiunea Switch a vândut 5,59 milioane de unități în întreaga lume.  Între ambele versiuni, un total de 11,45 milioane de unități au fost vândute în întreaga lume.

### Moștenire
Captain Toad: Treasure Tracker⁠(d), un joc derivat bazat pe nivelurile puzzle-ului Captain Toad și care se extinde pe joc, a fost lansat pentru Wii U pe 13 noiembrie 2014 în Japonia, 5 decembrie 2014 în America de Nord  și în ianuarie 2015 în regiunile PAL.  A fost relansat la nivel mondial pentru Nintendo Switch și Nintendo 3DS pe 13 iulie 2018.  În general, a fost bine primit.
La sfârșitul anului 2014, conținutul descărcabil a fost lansat pentru Mario Kart 8, adăugând personajul Cat Peach la lista jucabilă.  Elementele din joc apar în Super Mario Maker 2⁠(d), pe care jucătorii le pot folosi atunci când își proiectează cursul. 

## Recunoașteri și premii
| An   | Premii                    | Categorie                             | Rezultat | Ref.   |
| ---- | ------------------------- | ------------------------------------- | -------- | ------ |
| 2013 | Destructoid 's Best of E3 | Cel mai bun joc Wii U                 | Nominat  | [ 63 ] |
| 2013 | Destructoid 's Best of E3 | Cel mai bun platformer                | Nominat  | [ 63 ] |
| 2013 | GameTrailers Best of E3   | Cel mai bun joc exclusiv pentru Wii U | Nominat  | [ 64 ] |
| 2013 | IGN 's Best of E3         | Cel mai bun joc în general            | Nominat  | [ 65 ] |
| 2013 | IGN 's Best of E3         | Cel mai bun joc Wii U                 | Nominat  | [ 65 ] |
| 2013 | IGN 's Best of E3         | Cel mai bun joc de platformă          | Nominat  | [ 65 ] |
| 2013 | The Nerdist Best of E3    | Cel mai bun platformer                | Câștigat | [ 66 ] |

| An   | Premii                                                         | Categorie                             | Rezultat    | Ref.   |
| ---- | -------------------------------------------------------------- | ------------------------------------- | ----------- | ------ |
| 2013 | Cheat Code Central 7th Annual Cody Awards                      | Cel mai bun joc Nintendo              | Câștigat    | [ 67 ] |
| 2013 | Digital Spy                                                    | Jocul anului                          | Câștigat    | [ 68 ] |
| 2013 | Eurogamer                                                      | Jocul anului                          | Câștigat    | [ 69 ] |
| 2013 | GameRevolution                                                 | Jocul anului                          | Nominalizat | [ 70 ] |
| 2013 | GameRevolution                                                 | Cel mai bun joc exclusiv pentru Wii U | Câștigat    | [ 71 ] |
| 2013 | GameSpot's Game of the Year                                    | Jocul Wii U al anului                 | Nominalizat | [ 72 ] |
| 2013 | GameTrailers Game of the Year Awards 2013                      | Jocul anului                          | Nominalizat | [ 73 ] |
| 2013 | GameTrailers Game of the Year Awards 2013                      | Cel mai bun joc Nintendo              | Câștigat    | [ 74 ] |
| 2013 | IGN's Best of 2013                                             | Cel mai bun joc în general            | Nominalizat | [ 75 ] |
| 2013 | IGN's Best of 2013                                             | Cea mai bună muzică                   | Nominalizat | [ 76 ] |
| 2013 | IGN's Best of 2013                                             | Cel mai bun joc platformer            | Câștigat    | [ 77 ] |
| 2013 | IGN's Best of 2013                                             | Cel mai bun joc Wii U                 | Câștigat    | [ 78 ] |
| 2013 | IGN's Best of 2013                                             | Cea mai bună muzică Wii U             | Câștigat    | [ 79 ] |
| 2013 | IGN's Best of 2013                                             | Cea mai bună grafică Wii U            | Câștigat    | [ 80 ] |
| 2013 | IGN's Best of 2013                                             | Cel mai bun joc platformer Wii U      | Câștigat    | [ 81 ] |
| 2013 | Spike VGX                                                      | Jocul anului                          | Nominalizat | [ 82 ] |
| 2013 | Spike VGX                                                      | Cel mai bun joc Nintendo              | Câștigat    | [ 82 ] |
| 2013 | National Academy of Video Game Trade Reviewers (NAVGTR) awards | Game, Franchise Family                | Câștigat    | [ 83 ] |
| 2013 | National Academy of Video Game Trade Reviewers (NAVGTR) awards | Controlul camerei                     | Nominalizat | [ 83 ] |
| 2013 | National Academy of Video Game Trade Reviewers (NAVGTR) awards | Design de joc                         | Nominalizat | [ 83 ] |
| 2013 | National Academy of Video Game Trade Reviewers (NAVGTR) awards | Jocul anului                          | Nominalizat | [ 83 ] |
| 2014 | BAFTA Video Games Awards                                       | Cel mai bun joc                       | Nominalizat | [ 84 ] |
| 2014 | BAFTA Video Games Awards                                       | Cel mai bun joc pentru familii        | Nominalizat | [ 84 ] |
| 2014 | BAFTA Video Games Awards                                       | Cel mai bun joc multiplayer           | Nominalizat | [ 84 ] |
| 2014 | BAFTA Video Games Awards                                       | Cea mai bună muzică                   | Nominalizat | [ 84 ] |
| 2014 | Game Developers Choice Awards                                  | Jocul anului                          | Nominalizat | [ 85 ] |
| 2014 | Game Developers Choice Awards                                  | Cel mai bun design de joc             | Nominalizat | [ 85 ] |
| 2014 | 32nd Golden Joystick Award                                     | Cea mai bună muzică                   | Nominalizat | [ 86 ] |
| 2014 | 32nd Golden Joystick Award                                     | Jocul anului                          | Nominalizat | [ 86 ] |
| 2014 | 32nd Golden Joystick Award                                     | Cel mai bun multiplayer               | Nominalizat | [ 86 ] |
| 2014 | SXSW Gaming Awards                                             | Jocul anului                          | Nominalizat | [ 87 ] |
| 2014 | SXSW Gaming Awards                                             | Excellence in Gameplay                | Nominalizat | [ 87 ] |
| 2014 | SXSW Gaming Awards                                             | Excellence in Animation               | Nominalizat | [ 87 ] |
| 2014 | SXSW Gaming Awards                                             | Excellence in Technical Achievement   | Nominalizat | [ 87 ] |
| 2014 | SXSW Gaming Awards                                             | Cel mai bun joc multiplayer           | Câștigat    | [ 87 ] |